# 贝蒂·米汉
贝蒂·米汉（1933年—）是一位澳大利亚考古学家和人类学家，知名于对阿纳姆地的澳大利亚原住民的研究，其丈夫赖斯·琼斯（1941–2001）也是考古学家。